# Kaiky
Ne doit pas être confondu avec Kaiki ou Kayky.
Kaiky Fernandes Melo, plus simplement appelé Kaiky, né le 12 janvier 2004 à Santos, est un footballeur brésilien qui évolue au poste de défenseur central au Shabab AlAhli.

## Biographie

### Carrière en club
Né à Santos, dans l'état de São Paulo, Kaiky commence à jouer au futsal chez les Portuários de Santos, avant d'intégrer le centre de formation du Santos FC à l'âge de neuf ans,.
Ayant signé son premier contrat professionnel avec le club de Santos le 21 décembre 2020, il  fait ses débuts avec le Pexie le 28 février suivant, se voyant titularisé pour un match nul 2-2 à l'extérieur contre Santo André en Campeonato Paulista.
Kaiky fait ses débuts en Copa Libertadores le 9 mars 2021, titularisé en défense centrale aux côtés de Luan Peres pour un match contre le Deportivo Lara, à l'occasion duquel il marque son premier but en professionnel, portant la marque à 2-1, score final de cette victoire à domicile. Âgé de 17 ans, un mois et 25 jours, il devient alors le plus jeune Brésilien à marquer dans la compétition et le deuxième toute nationalité confondue, derrière Juan Carlos Cárdenas (en).

### Carrière en sélection
International brésilien avec l'équipe des moins de 15 ans, Kaiky prend notamment part au championnat sud-américain en 2019 (en) avec la sélection, dont il a également récupéré le brassard de capitaine,.
En 2020 — alors que le covid a suspendu la plupart des compétitions junior — Kaiky est plusieurs fois appelé chez les moins de 17 ans, notamment en préparation d'un championnat sud-américain 2021 (en) finalement annulé,.

## Palmarès
| Brésil -15 ans - Championnat sud-américain - Vainqueur en 2019 (en) |